# Iglesia de Nuestra Señora de la Asunción (Alcora)
La iglesia parroquial de Alcora (Provincia de Castellón, España) se localiza en la calle Iglesia de la población. Realizada en cuatro etapas constructivas: gótico valenciano (siglo XV), renacentista (siglo XVI), Capilla Sagrario (siglo XVII) y siglo XIX el tramo de los pies, cuenta con dos fachadas, una a los pies renovada en 1901 y la antigua fachada renacentista, en calle Iglesia, hoy venerable Beltrán, al lado de la Epístola con portada en forma de retablo conteniendo tres hornacinas de concha, con la virgen titular, san Pedro y san Juan (hoy inexistentes).
La bóveda es de crucería estrellada y nervios de piedra. En las claves del ábside y bóveda, dispone de florones barrocos policromados y dorados.
A mediados de la década de 1760, se contrató la realización de un órgano que sustituyese al anterior (del siglo XVII). El proyecto recayó en un principio en José Gómez, luego en Martín Usarralde y, finalmente, fue su hijo Fermín Usarralde quien se encargaría de concluirlo tras el fallecimiento de los anteriores.
La torre campanario fue reconstruida tras la guerra civil.
Está catalogada como Bien de Relevancia Local, con la categoría de Monumento de Interés Local y código identificativo 12.04.005-011, según la Disposición Adicional Quinta de la Ley 5/2007, de 9 de febrero, de la Generalidad, de modificación de la Ley 4/1998, de 11 de junio, del Patrimonio Cultural Valenciano (DOCV Núm. 5.449 / 13/02/2007).